# Zoran Planinić
Zoran Planinić (* 12. September 1982 in Mostar, SR Bosnien und Herzegowina) ist ein ehemaliger kroatischer Basketballspieler. Er ist 1,99 m groß und spielte auf der Position des Point Guards.

## Spielerlaufbahn
Zoran Planinić wurde in Mostar geboren. Seine sportliche Laufbahn begann beim bosnisch-herzegowinischen Basketballverein Brotnjo-Čitluk. Er wechselte früh zum kroatischen Basketballverein KK Dubrava nach Zagreb. Im Jahre 2000 verpflichtete ihn der Lokalrivale und kroatische Rekordmeister Cibona Zagreb, wo er einige Jahre recht erfolgreich spielte. 2001 und 2002 gewann er mit Cibona jeweils die kroatische Meisterschaft sowohl den Pokalwettbewerb.
Beim NBA Draft 2003 wurde Planinić in der ersten Runde an 22. Stelle von den New Jersey Nets ausgewählt, was der bis dahin besten Position eines Spielers aus Kroatien in dem Verfahren entsprach. In der NBA schaffte er jedoch den Durchbruch nicht, außerdem brach er sich im Laufe der Saison 2005/2006 die rechte Hand. Er bestritt insgesamt 160 NBA-Spiele.
Er wechselte im Sommer 2006 in die höchste spanische Spielklasse Liga ACB zu TAU Cerámica, spielte dort bis zum Sommer 2008. In der Saison 2007/08 gewann er mit der Mannschaft die spanische Meisterschaft, Planinić war an dem Erfolg mit durchschnittlich 9,6 Punkten, 2,9 Rebounds sowie 2,6 Korbvorlagen je Saisonspiel beteiligt.
Zwischen 2008 und 2010 stand Planinić zwei Jahre für ZSKA Moskau in der russischen Superliga unter Vertrag, wo er mit diesem Verein zweimal die russische Meisterschaft gewann. Von 2010 bis 2013 spielte er dann für den russischen Konkurrenten BK Chimki aus dem gleichnamigen Moskauer Vorort, der jedoch hinter ZSKA jeweils immer die Vizemeisterschaft gewann. In seiner ersten Saison mit Chimki gewann Planinić jedoch gegen ZSKA im Endspiel 2011 die osteuropäische VTB United League sowie auf kontinentaleuropäischer Vereinsebene den Eurocup. In der Saison 2012/13 war er als Chimki-Spieler bester Vorlagengeber der EuroLeague (6,3/Spiel).
2013 wechselte Planinić in die Türkiye Basketbol Ligi zu Anadolu Efes SK aus der türkischen Metropole Istanbul. Im Januar 2014 gelang Planinić ein außergewöhnlicher Treffer: In einem EuroLeague-Spiel gegen Olimpia Mailand kam er drei Sekunden vor dem Spielschluss nach einem verfehlten Freiwurf der gegnerischen Mannschaft unter dem eigenen Korb an den Ball, warf diesen sofort von Höhe der Freiwurflinie auf den gegenüberliegenden Korb und traf. Mit diesem Weitwurf erzielte er den Siegtreffer zum 61:60 seiner Mannschaft. Im Anschluss an die Saison 2013/14 beendete Planinić seine Laufbahn, da er mit Istanbuls neuem Trainer Dušan Ivković nicht auf einer Wellenlänge lag.
Ab 1999 gehörte Planinić dem Aufgebot der kroatischen Basketballnationalmannschaft an. Er nahm an den Europameisterschaften 2003, 2005, 2007 und 2009 sowie an der Weltmeisterschaft 2010 und den Olympischen Sommerspielen 2008 teil. Bei Olympia in Peking war er mit 11,8 Punkten je Spiel bester kroatischer Korbschütze und kam mit der Auswahl auf den sechsten Platz.
Mit seiner aus Kroatien stammenden Ehefrau, die er in den Vereinigten Staaten kennenlernte, ließ er sich nach dem Ende seiner Spielerlaufbahn in Chicago im US-Bundesstaat Illinois nieder.

## Erfolge
- Junioren-Weltmeisterschaft 1999: Bronze
- Junioren-Europameisterschaft 2000: Silber
- U22-Weltmeisterschaft 2001: Silber[11]
- Kroatischer Meister: 2001, 2002
- Kroatischer Pokalsieger: 2001, 2002
- Meister der NBA-Atlantic-Division: 2004
- Spanischer Supercup-Sieger: 2006
- Spanischer Meister: 2008
- Russischer Meister: 2009, 2010
- Russischer Pokalsieger: 2010
- VTB-Sieger: 2011
- EuroCup-Sieger: 2012